# Ekística

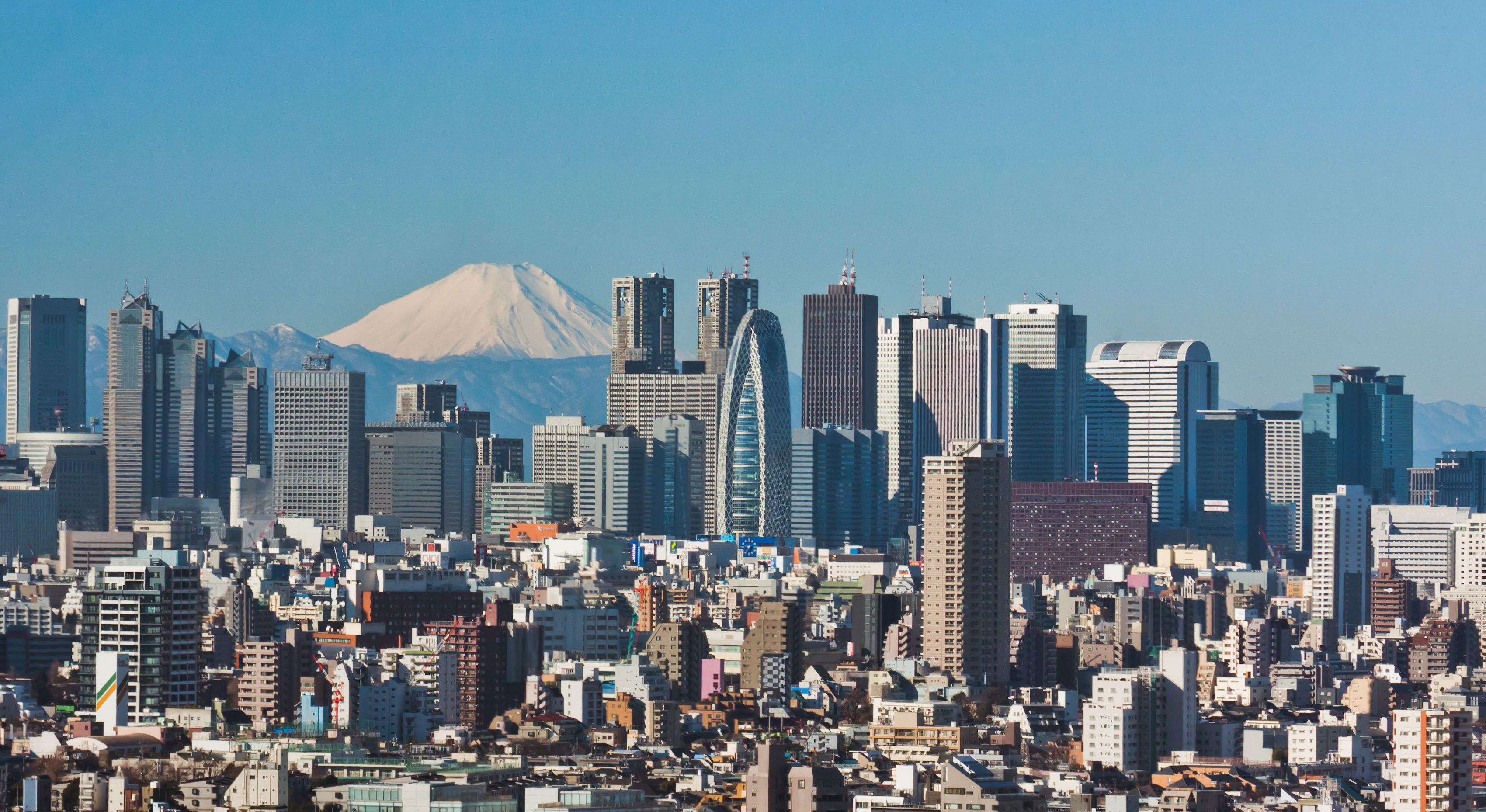
Monte Fuji y la Megalópolis de Tokio

Ekística (del griego, οἰκιστικός, de οίκος, casa, hogar) "ciencia del hábitat" es la ciencia de los asentamientos humanos. La ekística es una ciencia que coincibe los establecimientos humanos desde todos los puntos de vista, logrando así el desarrollo de técnicas que solucionen sus problemas inherentes.
No debe confundirse con la arquitectura, arte de modificar el hábitat, o con el planeamiento urbanístico, conjunto de instrumentos técnicos para ordenar el uso del suelo.

## Origen de la expresión
El origen deriva de Konstantinos A. Doxiadis, arquitecto griego que propuso la ekística como método de análisis y solución de fenómenos y problemas que surgen dondequiera que el hombre se establece con ánimo de permanecer.